# Бікбулатова Зайтуна Ісламівна
Зайтуна Ісламівна Бікбулатова (башк. Зәйтүнә Ислам ҡыҙы Бикбулатова; 1908, с. Сафарово Уфимського повіту Уфимської губернії — 23 лютого 1992, Уфа) — радянська башкирська театральна актриса. Народна артистка СРСР.

## Біографія
Зайтуна Бікбулатова народилася 28  травень (10  червня) 1908 року в селі Сафарово (нині Чишмінський район, Башкортостан). За національністю — татарка.
У 1930 році закінчила театральне відділення Башкирського державного технікуму мистецтв в Уфі (нині Уфимське училище мистецтв) по класу В. Г. Муртазіна-Іманського і М. А. Магадєєва.
З 1927 року і до кінця життя (виключаючи 1937—1942) — актриса  Башкирського державного театру драми (з 1971 — імені М. Гафурі) в Уфі.
На сцені дебютувала в 1927 році у в ролі Гульгайші у виставі режисера В. Муртазіна-Іманського «Башкирське весілля» по мелодрамі М. А. Бурангулова. У класичному репертуарі зіграла всі провідні ролі в спектаклях за творами У. Шекспіра, Л. де Веги, О. С. Пушкіна, М. В. Гоголя, О. М. Островського та ін. За довгі роки роботи зіграла головні ролі майже в усіх п'єсах М. Каріма, А. Атнабаєва, А. Абдулліна та інших великих башкирських драматургів.
18 жовтня 1938 року була репресована за статтею 58-12 КК РРФСР (приховування і пособництво всякого роду контрреволюційних злочинів, вирок — посилання терміном на два роки). Повністю відбула термін покарання, реабілітована лише 5 травня 1989 року.
З 1961 по 1984 року очолювала Башкирське відділення Всеросійського театрального товариства.
У 1944 році вступила в ВКП (б). Обиралася депутатом Верховної Ради Башкирської АРСР шостого скликання від Янаульського виборчого округу № 240.
Померла 23 лютого 1992 року в Уфі. Похована на Магометанському кладовищі.

## Пам'ять
- В Уфі, на будинку № 1 по вулиці М. Фрунзе, в честь актриси встановлено меморіальну дошку.
- Одна з вулиць в селі Сафарово Чишмінського району носить її ім'я.